# Gordon Henderson
Gordon Fripp Henderson, CC QC (17 de abril de 1912 - 17 de agosto de 1993) fue un abogado canadiense especializado en propiedad intelectual que se incorporó al bufete Gowling Lafleur Henderson LLP en 1937 y posteriormente se convirtió en su presidente. Fue reconocido por su defensa de la propiedad intelectual y por su participación en organizaciones de propiedad intelectual a lo largo de su carrera
Henderson compareció en 400 casos judiciales, incluidos 90 ante la Corte Suprema de Canadá. Fundó el Instituto de Propiedad Intelectual de Canadá, el Canadian Patent Reporter y fue presidente del Colegio de Abogados de Canadá. Participó activamente en numerosas empresas y, en un momento dado, fue propietario de los Ottawa Rough Riders.
Participó en numerosas organizaciones extrajudiciales. Participó y fundó varias compañías de cable y radio en Ottawa, y formó parte de innumerables juntas directivas. Fue rector de la Universidad de Ottawa y jugó un papel decisivo en la fundación de la SOCAN como abogado y posteriormente como presidente.